# Carlo Nash
Carlo James Nash (* 13. September 1973 in Bolton) ist ein englischer Fußballspieler.

## Karriere
Er startete seine Karriere bei dem unterklassigen Verein Clitheroe, bevor er zu Crystal Palace wechselte. Danach spielte Nash ein paar Jahre bei Stockport County und wechselte 2001 zu Manchester City.
Nachdem sich Manchester City in der FA Premier League etabliert hatte, wurde Nash an den FC Middlesbrough verkauft. Doch nach nur fünf Spielen für den Club in zwei Jahren wechselte er eine Liga tiefer zu Preston North End.
Dort stellte er einen neuen Vereinsrekord auf und hielt in der Saison 2005/06 25 Mal seinen Kasten sauber. Preston kassierte in dieser Saison weniger Tore als Titelverteidiger FC Reading.
Anfang 2007 wurde er einen Monat lang an Wigan Athletic ausgeliehen. Nach Ablauf dieser Zeit kehrte er vertragsgemäß zu Preston zurück, wo er am 8. März 2007 auf der Transferliste landete. Wigan Athletic verpflichtete ihn daraufhin dauerhaft am 27. Juni 2007 für 300.000 Pfund. Im Jahr 2008 wechselte Nash zum FC Everton.